# Artur Goldhammer
Artur Abraham Chaim Goldhammer, niem. Arthur Goldhammer (ur. 15 października 1859, zm. 9 sierpnia 1929 w Marienbad) – polski Żyd, doktor praw, adwokat, właściciel dóbr ziemskich, działacz gospodarczy, polityczny i społeczny.

## Życiorys

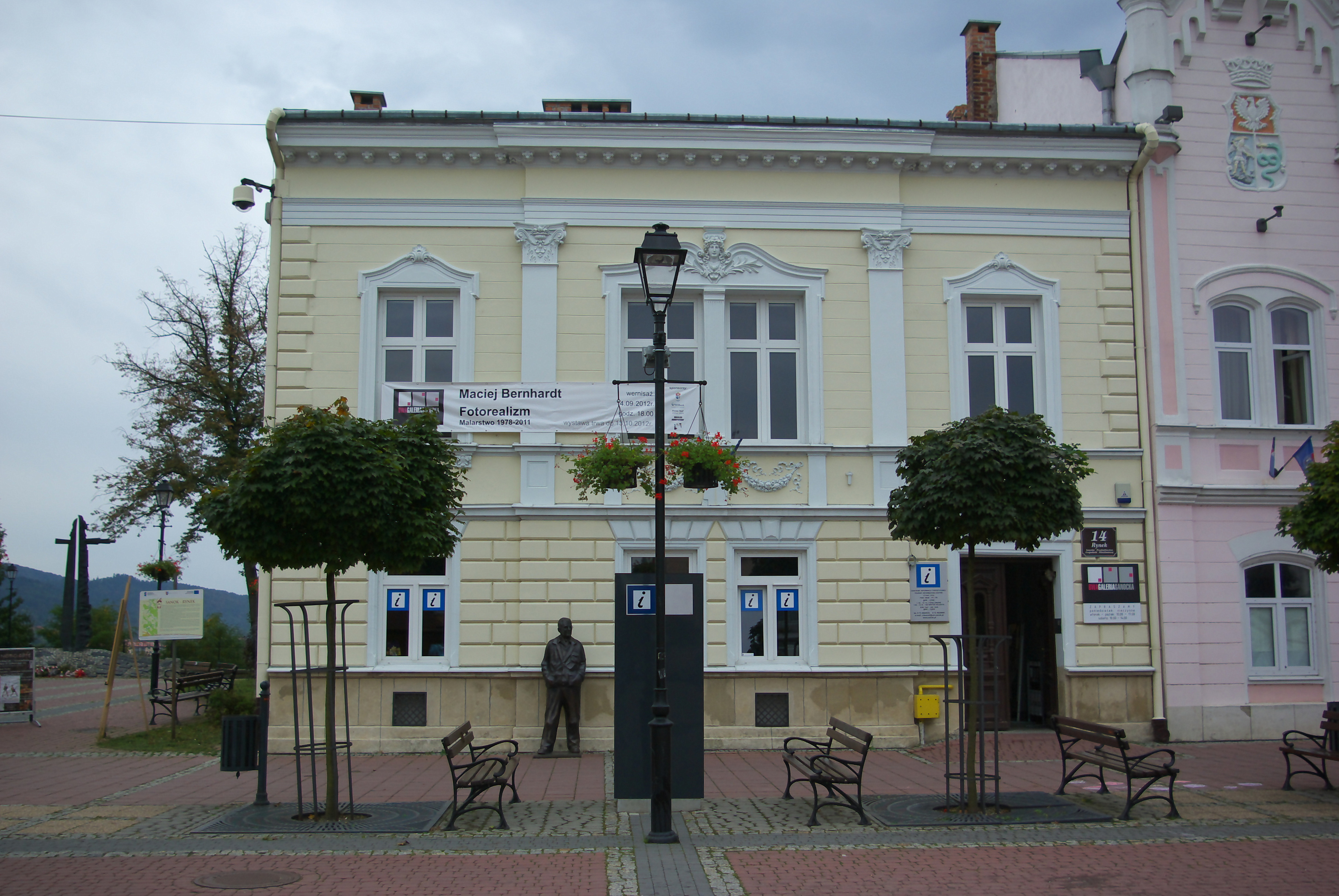
Kamienica przy ulicy Rynek 14, w przeszłości należąca do Artura Goldhammera

Artur Abraham Chaim Goldhammer urodził się w 1859. Ukończył studia prawnicze uzyskując stopień naukowy doktora. Uchwałą Rady Miejskiej w Sanoku 10 lipca 1888 został uznany przynależnym do gminy Sanok. Pracował jako adwokat przy C. K. Sądzie Obwodowym w Sanoku od około 1891 do około 1902, ponownie od około 1907. Prowadził kancelarię adwokacką. Na przełomie 1894/1895 pełnił funkcję skarbnika oddziału Towarzystwa Prawniczego w Sanoku, a 19 stycznia 1895 został wybrany członkiem wydziału tegoż.
Był właścicielem ziemskim (prowadził podmiot prawny Artur Goldhammer i Sp-ka): w 1896 wraz z Ignacym Steinhausem zakupił na licytacji wieś Krywe, którą następnie zbyli, w 1904 posiadał dobra ziemskie w Morochowie (w 1911 obszar wynosił 37 ha; następnie rozparcelował majątek) i w Zawadce Morochowskiej, w 1905 posiadał folwarki we wsi Turzańsk o powierzchni 632 ha i w Zasławiu obszar 361,3 ha. Według stanu z początku 1906 posiadał cztery obszary dworskie na obszarze powiatu sanockiego. W 1929 posiadał majątki w miejscowościach Hołobutów i Zawadów. Ponadto na początku XX wieku należała do niego kamienica przylegająca do ratusza na sanockim rynku (obecnie pod adresem Rynek 14).
Pełnił mandat radnego Rady Miasta Sanoka. Wybierany w 1887 (został wówczas także asesorem jako następca zmarłego Ichla Herziga), w 1890, także był asesorem, w 1889 (29 lipca 1890 wybrany sekretarzem Rady), w 1893, w 1900. W 1892 był w delegacji miasta do powitania we Lwowie cesarza Franciszka Józefa I. Przy wyborze na stanowisko burmistrza Aitala Witoszyńskiego 22 grudnia 1898 został wybrany wiceburmistrzem i pełnił tę funkcję zastępcy do około 1904, a 26 sierpnia 1907 został zastępcą burmistrza Feliksa Gieli i pełnił funkcję do około 1909/1910. Jako zastępca burmistrza z urzędu był zastępcą przewodniczącego wydziału Kasy Oszczędności Miasta Sanoka.
Przewodził grupie radnych żydowskich, która według doniesień prasowych utrudniała proces ukonstytuowania się rady i coroczną procedurę uchwalania budżetu. W grudniu 1896 z grupy większych posiadłości został wybrany członkiem Rady c. k. powiatu sanockiego i pełnił mandat sprawując funkcje zastępcy członka wydziału (do około 1898), następnie członka wydziału (do około 1903), ponownie wybrany w 1903 pełnił funkcję członka wydziału (do około 1907), także po kolejnych wyborach, pozostając członkiem wydziału (do około 1913).
Był członkiem sanockiego biura powiatowego Stowarzyszenia Czerwonego Krzyża mężczyzn i dam w Galicji. Na przełomie XIX/XX wieku pełnił funkcję prezesa rady nadzorczej założonego w 1894 Towarzystwa Kredytowego i Oszczędności w Sanoku. Prowadził prosperującą kopalnię naftową w Borysławiu w spółce z Kazimierzem Lipińskim. 5 października 1907 zasiadł w zarządzie spółki gwarantów dla krajowych zbiorników ropnych. W połowie 1909 został powołany na członka państwowej rady kolejowej. Do 5 lutego 1926 był członkiem rady zawiadowczej Spółki Akcyjnej dla Przemysłu Naftowego i Gazów Ziemnych, działającej przy ulicy Pańskiej 26 we Lwowie.

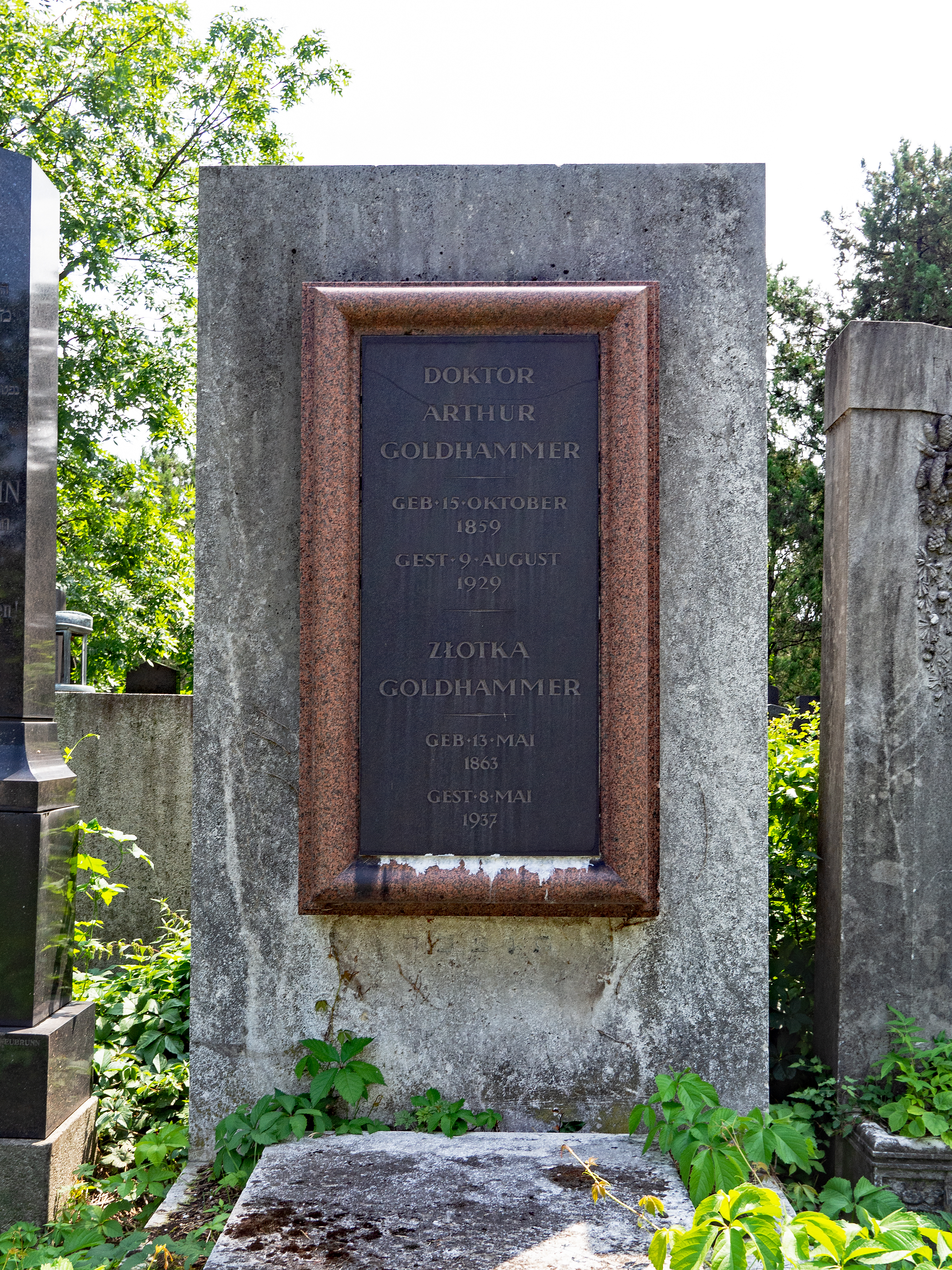
Nagrobek Artura i Złotki Goldhammerów w Wiedniu

W Drohobyczu stanął na czele komitetu wyborczego ruchu żydowskiego przed wyborami parlamentarnymi w 1928. Był członkiem założycielem sanockiego gniazda Polskiego Towarzystwa Gimnastycznego „Sokół” (funkcjonował w komisji finansowej). Był członkiem zwyczajnym Macierzy Szkolnej dla Księstwa Cieszyńskiego. W sierpniu 1900 wszedł w skład komitetu mieszczańskiego w Sanoku, zajmującego się wyborami do Sejmu Krajowego Galicji. W 1900 został kandydatem do Sejmu Krajowego Galicji VIII kadencji (1901-1907) reprezentując stronnictwo demokratyczne. Działał we władzach Towarzystwa Zaliczkowego w Sanoku, w którym 30 kwietnia 1906 został wybrany członkiem rady zawiadowczej. Uchwałą Rady Miejskiej w Sanoku z 14 października 1909 przyjęto rezygnację Artura Goldhammera z urzędu zastępcy burmistrza i radnego miejskiego. Na tym samym posiedzeniu ks. Józef Siekierzyński wysunął wniosek o nadanie Goldhammerowi tytułu honorowego obywatelstwa Sanoka, jednak Rada nie uwzględniła tego. Także wtedy zajmowano się nabyciem realności lok. 10 od Artura i Zlatki Goldhammerów. Artur Goldhammer miał odejść z Sanoka około 1910.
Jego żoną była Zlota (wzgl. Zlotka, Złotka, Zlatka) z domu Herzig (1863-1937). Miał ośmioro dzieci, synów Henryka (ur. 1890), Justyna (ur. 1894), Karola (ur. 1896), którzy kształcili się w C. K. Gimnazjum w Sanoku (Karol zdał maturę w 1914 w C. K. IV Gimnazjum we Lwowie), oraz syna Feliksa (ur. 1897), Stefana (ur. 1905), córki Anielę (ur. 1889), Olgę (ur. 1900), Helenę (ur. 1902). Zmarł nagle 9 sierpnia 1929 w Marienbad w wieku 70 lat. 15 sierpnia 1929 został pochowany na Cmentarzu Centralnym w Wiedniu (część I, grupa 52, rząd 1, miejsce 26).